# 5 avril dans les chemins de fer
5 mars 5 mai
Chronologies thématiques
- Croisades
- Sports
- Disney

Cette page concerne les événements qui se sont déroulés un 5 avril dans les chemins de fer.

## Événements

### XIXesiècle
- 1877. France : ouverture de la ligne d'Épinay - Villetaneuse à Persan - Beaumont par Montsoult.

### XXIesiècle
- 2004. France-Royaume-Uni : voyage en France de la reine Élisabeth II d'Angleterre qui vient à Paris en Eurostar et baptise « Entente cordiale » la rame à bord de laquelle elle a voyagé.
- 2006. Japon : la compagnie ferroviaire JR East a annoncé qu'elle comptait lancer en 2007 son train à pile à combustible, le premier au monde à utiliser cette énergie. Ce train composé d'une seule voiture sera capable d'atteindre une vitesse de 100 km/h dans les régions montagneuses qui entourent Tokyo.